# مزرعه عیسی احمدی
مزرعه عیسی احمدی یک منطقهٔ مسکونی در ایران است که در دهستان کمین واقع شده‌است.